# Olof Hellström (politiker)
Bror Olof Viktor Hellström (i riksdagen kallad Hellström i Linköping), född 2 september 1861 i Norrköping, död 19 mars 1934 i Stockholm, var en svensk yrkesinspektör och politiker (liberal).
Olof Hellström, som fick ingenjörsutbildning i Zürich, arbetade vid olika företag i Norrköping och Vaxholm innan han blev yrkesinspektör i Linköping 1901 och därefter i Stockholm 1912–1926. Han var också ledamot av Linköpings stadsfullmäktige 1905–1912.
Han var riksdagsledamot 1909–1911 i andra kammaren för Linköpings stads valkrets. Som kandidat för Frisinnade landsföreningen tillhörde han dess riksdagsparti Liberala samlingspartiet.